# Paranemastoma emigratum
Nemastoma emigratum is een hooiwagen uit de familie aardhooiwagens (Nemastomatidae). De originele naamcombinatie (protoniem) was Nemastoma emigratum Roewer, 1951. Een volgende naamrecombinatie werd gepubliceerd als Paranemastoma emigratum (Roewer, 1959) in Schönhofer 2013.